# Quik
퀵(Quik)은 2010년 4월부터 시작한 국내최초의 기업용 마이크로블로그 서비스이다. 마이크로블로그 서비스로 유명한 트위터와 비슷한 마이크로블로그의 형태를 취하고 있으나, 모든 메시지가 모두에게 공개되는 트위터와 달리, Quik은 사적인 내용의 보안이 유지된 메시지를 작성할 수 있다. Quik은 각 커뮤니티(네트워크)가 초대방식에 의해 가입이 승인되며, 기업 및 조직에서 구성원들이 모두 가입하여 하나의 네트워크를 형성하게 되면 그 안의 구성원들이 서로 마이크로블로깅을 통한 커뮤니케이션을 할 수 있다. 기업용 SaaS 서비스이다.
Quik은 현재 풀브라우징이 되는 스마트폰에서 사용가능한 모바일 버전()도 있다.
국외의 사례로는 2008년 techcrunch50 컨퍼런스에서 1등을 수상한 Yammer가 있으며, 현재 Yammer는 전 세계적으로 70,000여 클라이언트를 확보하고 있다.
Quik은 '할일' 기반의 소셜네트워크서비스 두데이(doday)를 개발한 올웨이즈(always)의 두 번째 서비스이다.

## 특징
- 마이크로블로깅
- 파일공유 (사진, 자료)
- 네트워크 안에서 공개 또는 비공개 그룹 생성
- 쪽지 보내기
- 애플리케이션 지원
  - 모바일 웹
  - 아이폰 애플리케이션
  - 안드로이드 애플리케이션[깨진 링크(과거 내용 찾기)]
  - 데스크톱 애플리케이션 (어도비 에어)
- SSL 암호화
- 기업 로고 등록가능
- 동료맺기
- 프로필
- 검색